# Puchar Islandii w piłce nożnej (1968)
Puchar Islandii w piłce nożnej mężczyzn 1968 – 9. edycja rozgrywek mających na celu wyłonienie zdobywcy Pucharu Islandii. Tytułu broniła drużyna KR. Na każdym etapie pucharu rozgrywany był jeden mecz pomiędzy zespołami. Mecz finałowy odbył się na stadionie Melavöllur w Reykjavíku, gdzie puchar wywalczyła drużyna ÍB Vestmannaeyja.

## Pierwsza runda
W pierwszej rundzie udział wzięło dziesięć zespołów, w tym pięć zespołów rezerw i trzy zespoły z 2. deild.
| 21 lipca 1968 | KR B | 2:1Raport | Völsungur Húsavík | Melavöllur, Reykjavík |
|               |      |           |                   |                       |

| 21 lipca 1968 | Þróttur Reykjavík | 5:1Raport | Keflavík B | Keflavíkurvöllur, Keflavík |
|               |                   |           |            |                            |

| 22 lipca 1968 | Víkingur Reykjavík B | 1:0Raport | Haukar | Hvaleyrarholtsvöllur, Hafnarfjörður |
|               |                      |           |        |                                     |

| 28 lipca 1968 | Njarðvík | 2:1Raport | Þróttur Reykjavík B | Melavöllur, Reykjavík |
|               |          |           |                     |                       |

| 29 lipca 1968 | ÍBA Akureyri B | 5:2Raport | FH | Akureyrarvöllur, Akureyri |
|               |                |           |    |                           |

## Druga runda
W drugiej rundzie do zwycięzców poprzedniej rundy dołączyło jedenaście zespołów, w tym pięć zespołów rezerw i pięć zespołów z 2. deild.
| 21 lipca 1968 | Breiðablik B | 5:1Raport | Víðir Garður | Melavöllur, Reykjavík |
|               |              |           |              |                       |

| 26 lipca 1968 | Breiðablik | 3:0Raport | Valur B | Melavöllur, Reykjavík |
|               |            |           |         |                       |

| 30 lipca 1968 | Víkingur Reykjavík | 2:1Raport | Akraness B | Melavöllur, Reykjavík |
|               |                    |           |            |                       |

| 11 sierpnia 1968 | Njarðvík | 1:0Raport | ÍB Vestmannaeyja B | Njarðvíkurvöllur, Njarðvík |
|                  |          |           |                    |                            |

| 13 sierpnia 1968 | Þróttur Reykjavík | 5:1Raport | ÍBA Akureyri B | Melavöllur, Reykjavík |
|                  |                   |           |                |                       |

| 14 sierpnia 1968 | Akraness | 8:1Raport | Fram B | Akranesvöllur, Akranes |
|                  |          |           |        |                        |

| 17 sierpnia 1968 | KR B | 2:0Raport | ÍB Ísafjörður | Ísafjarðarvöllur, Ísafjörður |
|                  |      |           |               |                              |

| 18 sierpnia 1968 | Víkingur Reykjavík B | 6:5Raport | Selfoss | Melavöllur, Reykjavík |
|                  |                      |           |         |                       |

## Trzecia runda
W trzeciej rundzie rozegrane zostały cztery mecze pomiędzy zwycięzcami drugiej rundy.
| 16 sierpnia 1968 | Víkingur Reykjavík | 4:0Raport | Breiðablik B | Melavöllur, Reykjavík |
|                  |                    |           |              |                       |

| 24 sierpnia 1968 | Akraness | 6:2Raport | Njarðvík | Akranesvöllur, Akranes |
|                  |          |           |          |                        |

| 27 sierpnia 1968 | KR B | 3:1Raport | Víkingur Reykjavík B | Melavöllur, Reykjavík |
|                  |      |           |                      |                       |

| 1 września 1968 | Þróttur Reykjavík | 2:0Raport | Breiðablik | Melavöllur, Reykjavík |
|                 |                   |           |            |                       |

## Czwarta runda
W czwartej rundzie rozegrane zostały dwa mecze pomiędzy zwycięzcami trzeciej rundy.
| 8 września 1968 | Víkingur Reykjavík | 2:0Raport | Þróttur Reykjavík | Melavöllur, Reykjavík |
|                 |                    |           |                   |                       |

| 8 września 1968 | KR B | 1:0Raport | Akraness | Melavöllur, Reykjavík |
|                 |      |           |          |                       |

## Piąta runda
W piątej rundzie do zwycięzców poprzedniej rundy dołączyło sześć zespołów reprezentujących 1. deild islandzką w sezonie 1968 – KR, Fram, Valur, ÍBA Akureyri, Keflavík oraz ÍB Vestmannaeyja. W jednym z meczów ćwierćfinałowych zespół KR zmierzył się ze swoim zespołem rezerw, KR B.
| 7 września 1968 | ÍB Vestmannaeyja | 6:5Raport | Keflavík | Keflavíkurvöllur, Keflavík |
|                 |                  |           |          |                            |

| 8 września 1968 | Valur | 6:6Raport | ÍBA Akureyri | Akureyrarvöllur, Akureyri |
|                 |       |           |              |                           |

| 14 września 1968 | KR B | 4:3Raport | KR | Melavöllur, Reykjavík |
|                  |      |           |    |                       |

| 15 września 1968 | Fram | 7:4Raport | Víkingur Reykjavík | Melavöllur, Reykjavík |
|                  |      |           |                    |                       |

## Półfinał
Do półfinału awansowali zwycięzcy meczów piątej rundy, wśród których znalazły się trzy zespoły z 1. deild oraz jeden zespół rezerw.
| 22 września 1968 | ÍB Vestmannaeyja | 2:1Raport | Fram | Melavöllur, Reykjavík |
|                  |                  |           |      |                       |

| 28 września 1968 | KR B | 2:1Raport | Valur | Melavöllur, Reykjavík |
|                  |      |           |       |                       |

## Finał
Mecz finałowy został rozegrany 5 października 1968 roku na stadionie Melavöllur w Reykjavíku. W spotkaniu udział wzięły drużyny KR B oraz ÍB Vestmannaeyja. Był to jedyny raz, kiedy w finale Pucharu Islandii zagrał zespół rezerw. Mecz zakończył się zwycięstwem 2:1 drugiej z tych drużyn. W rezultacie ÍB Vestmannaeyja otrzymał tytuł zdobywcy Pucharu Islandii i uzyskał kwalifikację do Pucharu Zdobywców Pucharów.
| 5 października 1968 | ÍB Vestmannaeyja | 2:1Raport | KR B | Melavöllur, Reykjavík |
|                     |                  |           |      |                       |